# Llerena
Llerena es un municipio y localidad española de la provincia de Badajoz, en la comunidad autónoma de Extremadura. Posee una pedanía a cuatro kilómetros hacia el sudoeste, llamada Ribera de Los Molinos. Se sitúa en la comarca de Campiña Sur y es cabeza del partido judicial homónimo. Posee una población de 5645 habitantes (INE 2024).

## Símbolos
El escudo heráldico y la bandera municipal de la localidad fueron aprobados por la Orden de 23 de enero de 2007, publicada en el Diario Oficial de Extremadura el 8 de febrero del mismo año.

## Geografía
Integrado en la comarca de Campiña Sur, de la que ejerce de capital, se sitúa a 117 km de Badajoz. El término municipal está atravesado por la carretera nacional N-432, entre los pK 109 y 120, por las carreteras autonómicas EX-103, que conecta con Higuera de Llerena y Monesterio, y EX-200, que se dirige hacia Casas de Reina, y por carreteras locales que permiten la comunicación con Trasierra, Fuente de Cantos y el embalse de Llerena. 
El término municipal de 162,3 km² se extiende entre el pie de monte y las primeras estribaciones de Sierra Morena, exactamente en la divisoria de aguas del Guadiana y el Guadalquivir. El terreno es diversificado, sucediéndose de norte a sur: la campiña, una zona de sedimentación, con suelos arcillosos profundos, con suelos más raquíticos, arenosos y pedregosos hacia el sureste, donde la topografía empieza a hacerse más quebrada hasta acabar en la sierra de San Miguel. Al oeste destaca también la pequeña sierra de la Capitana (750 m), que hace de límite con Fuente de Cantos, y al suroeste, la sierra de Enmedio Alta (650 m), que hace de límite con Montemolín. La altitud oscila entre los 924 m al sureste (Cerro de San Cristóbal), en la sierra de San Miguel, y los 420 m al sur, a orillas del arroyo del Cañuelo, afluente del río Viar. El pueblo se alza a 640 m sobre el nivel del mar. 
Limita al norte y al noreste con Higuera de Llerena, al este con Casas de Reina, al sureste con Trasierra, al sur y al suroeste con Montemolín, al oeste con Bienvenida y Fuente de Cantos, y al noroeste con Villagarcía de la Torre. 

## Historia

### Edad Media
En época de los árabes se llamaba Ellerina, lugar de disputa entre árabes y cristianos; fue ocupado definitivamente por Pelay Pérez Correa en el año 1243, maestre de la Orden de Santiago a quien Fernando III de Castilla había confiado la reconquista de Sierra Morena.

#### Orden de Santiago
Fue residencia habitual de los Maestres de la Orden de Santiago y este hecho favoreció a la ciudad que ya en el siglo XV llegó a ser la sede del Priorato de San Marcos de León. Por esta razón llegó a ser el centro más importante del territorio, que hasta entonces había sido Reina. Tanto fue su aumento de importancia que llegó a convertirse en el más importante centro administrativo de la provincia de León de la Orden de Santiago en Extremadura y adquiere la sede de la Mesa Maestral de la Orden y es la población principal de más de 30 pueblos que se gobiernan desde Llerena dependiendo del Prior de la Orden de San Marcos de León.

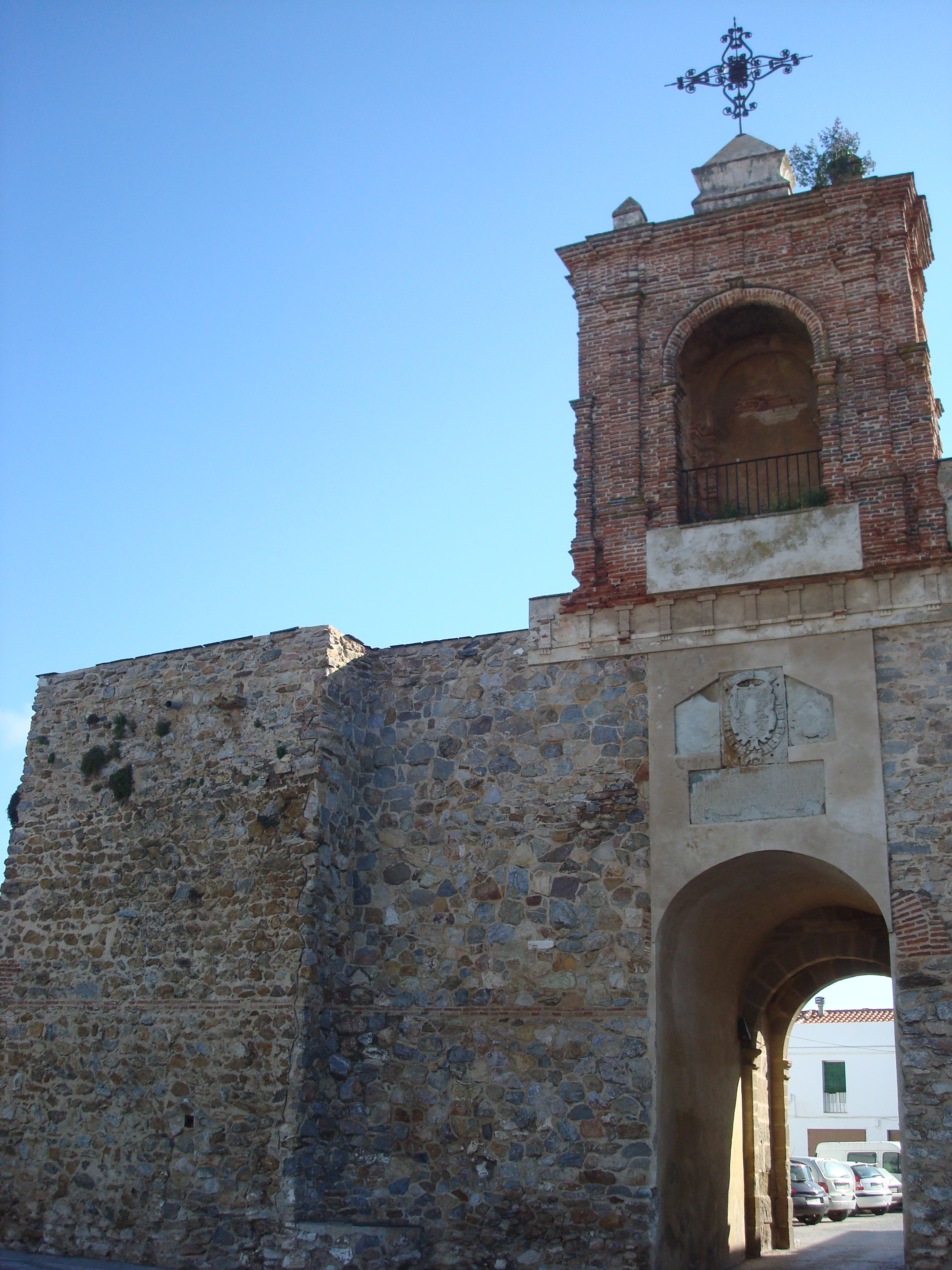
Puerta de la muralla de Llerena

En año 1340 se celebran en Llerena las Cortes, presididas por el rey Alfonso XI de Castilla. En 1383 se celebra el Capítulo General de la Orden de Santiago por Pedro Fernández Cabeza de Vaca con la asistencia de todos los Comendadores de la misma. El Maestre de la Orden Lorenzo Suárez de Figueroa recibió la licencia para celebrar las ferias de San Mateo el 21 de septiembre, construyó la capilla de la Trinidad en la iglesia de la Granada, los bastimentos, y terminó el edificio destinado a Casa Maestral o el convento de Santa Elena.
Enrique García Fernández de Villagarcía construyó el castillo de la vecina localidad de Villagarcía de la Torre y se convirtió en el patrono de la capilla mayor de la iglesia de Santa María y decidió ser enterrado en ella. Alonso de Cárdenas construyó sobre el solar ocupado por la ermita de San Pedro la iglesia de Santiago, y dotó al recinto amurallado de algunas de las puertas más importantes de la ciudad.
Al haber sido un territorio musulmán, una vez reconquistado el territorio se produjo un repoblamiento a través de familias leonesas, cántabras y vascas. Además se creó un importante núcleo judío dentro de la ciudad, lo que la convirtió en una población próspera y con altos niveles económicos y culturales. Se produjo una convivencia pacífica entre las tres culturas: cristianos, judíos y musulmanes. En el año 1479, el judío Rabí Mayr consiguió que los Reyes Católicos eliminasen la prohibición de que los judíos celebrasen ferias y mercados, existente en el reino de Castilla. Esto permitió mejorar los niveles económicos de la ciudad y permitió la creación de la escuela de traductores. En esta época había 600 familias judías en Llerena que vivían en los alrededores de la sinagoga (ermita de Santa Catalina) y la Fuente Pellejera.
En 1490 tuvo lugar la fase final del Capítulo General de la Orden santiaguista, comenzado en Uclés, a convocatoria del último Maestre de la institución antes de la incorporación de esta figura al poder real. Al firmar los Reyes Católicos el decreto de expulsión de los judíos en 1492, se quedarán 125 familias judías que pasan a ser judeoconversas.

### Edad Moderna

#### Tribunal de la Inquisición

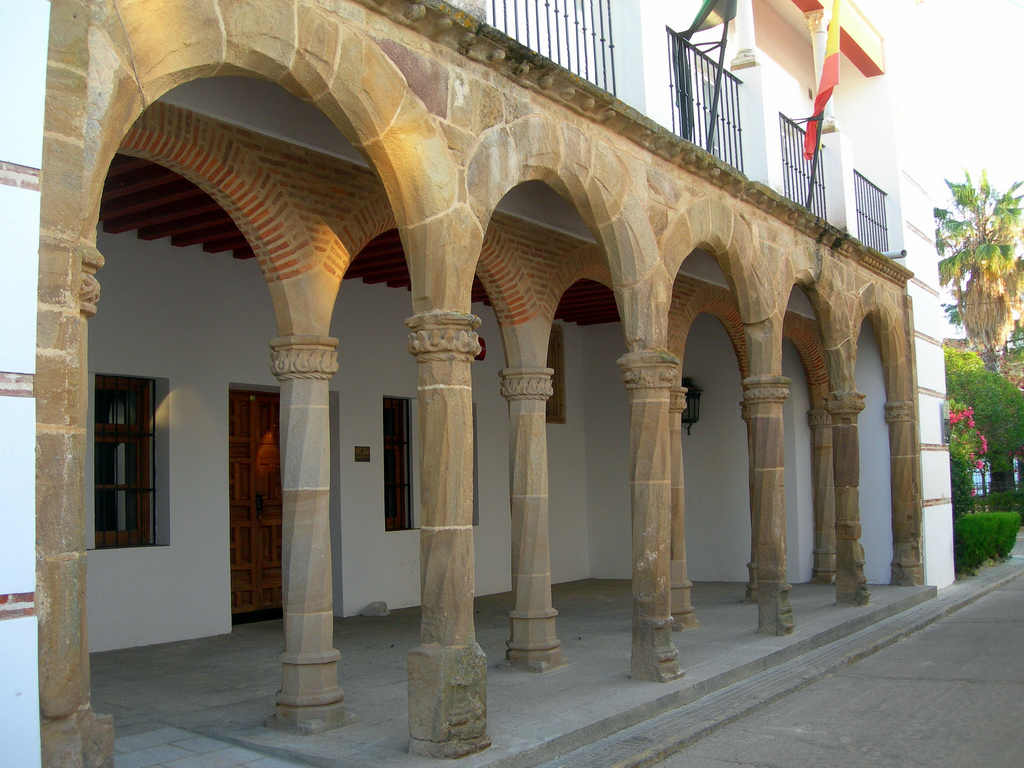
Tribunal de la Inquisición de Llerena

En 1508 se instaló el Tribunal del Santo Oficio de la Inquisición, conseguido por la influencia del licenciado Luis Zapata de Chaves, consejero y asesor de los Reyes Católicos y ayudado por la existencia de población hebrea en la Baja Extremadura. Fue el tercer tribunal de España, en cuanto a la extensión de su jurisdicción, ocupaba 42.260 kilómetros cuadrados, e incluía los obispados de Ciudad Rodrigo, Plasencia, Coria y Badajoz. Ocupando en Llerena tres sedes permanentes, el palacio prioral en la calle Zapatería, la casa maestral en la calle La Cárcel y, por último, hasta su abolición en 1834, el Palacio de los Zapata, hoy de Justicia en la calle Corredera.

#### Esplendor y decadencia
Su época de máximo esplendor fue en el siglo XVI en que llegó a contar con siete conventos, además de una gran actividad cultural. Durante todo este siglo se produjo un gran aumento demográfico sólo mermado por cierta emigración al Nuevo Mundo, convirtiéndose en el segundo mayor núcleo poblacional de Extremadura en 1591, detrás de Badajoz capital. A finales del siglo contaba con 8300 habitantes. En 1594 formaba parte de la provincia León de la Orden de Santiago y contaba con 2066 vecinos pecheros, incluyendo sus arrabales de La Higuera, Maguilla y Cantalgayo.
En el año 1640, debido al crecimiento alcanzando, Felipe IV le otorgó el título de ciudad. Pero a finales del siglo XVII empezó su decadencia influenciada por varios factores: la crisis política del imperio, la guerra con Portugal, gobernantes locales poco aptos, la expulsión morisca y sucesivas pestes que la mantuvieron aislada del exterior durante cuarentenas.
Durante el siglo XVIII consiguieron la independencia municipal los lugares de Higuera de Llerena en 1786 y Maguilla en 1749, que anteriormente habían pertenecido a su Ayuntamiento.

### Edad Contemporánea

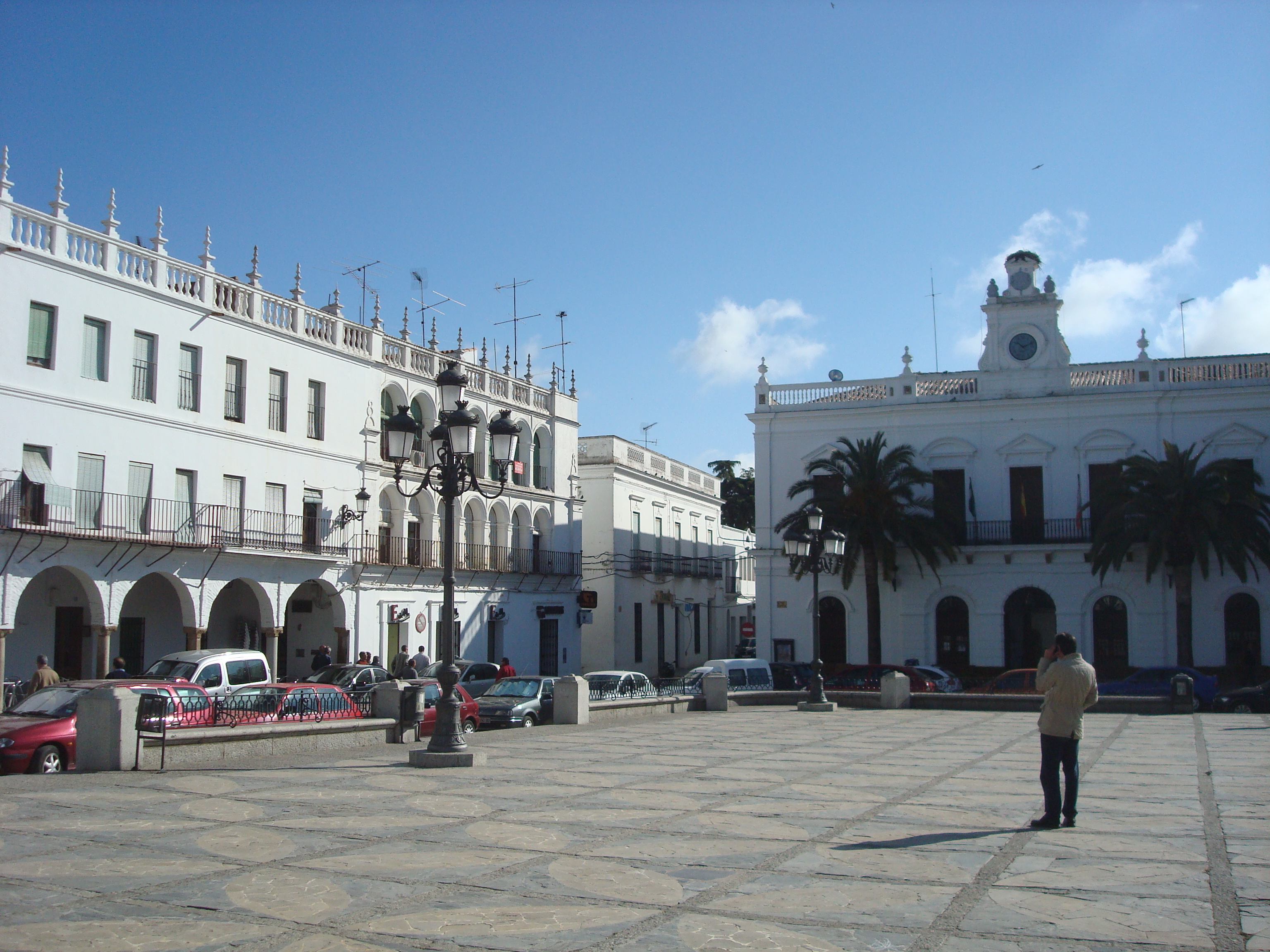
Plaza de España

Durante la Guerra de la Independencia (1808-1814) y en ocasión de la Batalla de Cantalgallo en 1810, se produce una gran destrucción de la ciudad. Se produjeron muchos destrozos en edificios y parte del archivo histórico fue destrozado y sirvió de asiento a las caballerías, gran número de obras de arte fueron expoliadas, como parte del retablo de la iglesia de Nuestra Señora de la Granada obra de Zurbarán.
A la caída del Antiguo Régimen desapareció la Orden de San Marcos de León, dejó de ostentar su cargo en Llerena el gobernador de la provincia y del Partido y se decretó en 1834 la abolición del Santo Oficio de la Inquisición. Entonces esta ciudad se constituyó en municipio constitucional en la región de Extremadura y, desde 1834, es cabecera y sede del Partido judicial de Llerena. En el censo de 1842 contaba con 1284 hogares y 4990 vecinos.
Tras el decreto de suspensión de la jurisdicción religiosa que mantenían desde siglos las Órdenes Militares, en Llerena se produce el llamado "Cisma de Llerena”, provocado por el clérigo don Francisco Maeso de la Fuente al no admitir acogerse a la jurisdicción del Obispado de Badajoz. En algo más de un año se produjeron diversos altercados que se apaciguaron cuando Alfonso XII llega al trono, provocando con aquel decreto la desaparición de la diócesis del Priorato de San Marcos de León con sede en Llerena.
Las sucesivas desamortizaciones produjeron también un gran descalabro para la economía municipal de Llerena y en definitiva para todo su vecindario. Las de Mendizábal de 1837 y Madoz en 1855 dejaron casi sin recursos al Ayuntamiento de Llerena, que perdió las dehesas de su propiedad y que había mantenido y explotado durante siglos proporcionando unos importantes beneficios para las arcas municipales. Desaparecieron también algunos conventos, como Santa Isabel, San Francisco, La Merced, San Sebastián y la Concepción, quedando solamente el de Santa Clara.

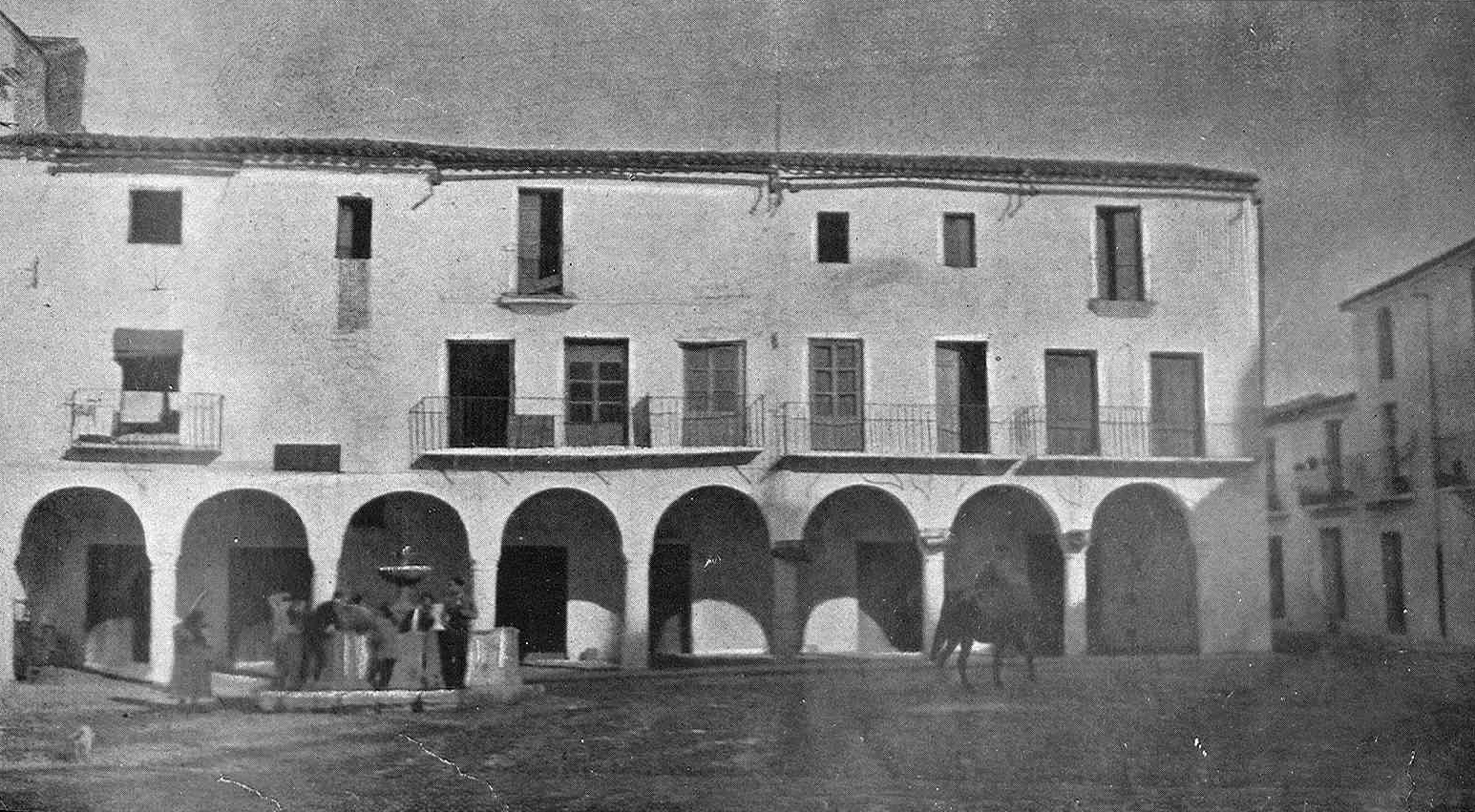
Vista de la por entonces plaza de la Constitución hacia 1927

Durante este siglo XIX, se mantuvieron en la ciudad algunas industrias que, unido a la construcción de la línea del ferrocarril Mérida-Sevilla en la segunda mitad de la centuria hasta la conclusión del último tramo en 1885 entre Llerena y El Pedroso, contribuyeron al progreso económico de toda la comarca.
Durante la Guerra Civil, ya consumada la toma de Badajoz por el bando sublevado, la prensa del Movimiento informaba en septiembre de 1937 de la llegada de 2200 prisioneros republicanos a Llerena que serían ubicados en la plaza de toros y en un lugar llamado La Maltería. El coso taurino, al menos entre septiembre y octubre de ese año, funcionó como centro de detención y fusiladero.

## Demografía
Llerena cuenta con una población de 5645 habitantes (INE 2024).
| Gráfica de evolución demográfica de Llerena entre 1842 y 2021                                                         |
| |
| Población de derecho según los censos de población del INE. Población de hecho según los censos de población del INE. |

## Transportes
- Estación de Llerena

## Cultura

### Patrimonio
Su centro histórico fue declarado Conjunto Histórico Artístico el 29 de diciembre de 1966 y en él se reúne un relevante patrimonio artístico, en el que cabe destacar, en el terreno de la arquitectura, la iglesia de Nuestra Señora de la Granada y el Palacio de los Zapata, y, en el urbanístico, la Plaza de España.
- Muralla urbana de Llerena
- Plaza de España. Fue coso taurino, mercado y sede de festejos. En el lado sur de la plaza está la iglesia de Nuestra Señora de la Granada con una balconada con arcos de dos pisos. En el lado norte (frente a la iglesia) se halla el portal de la Casineta que ha tenido los apelativos de portal de las Tiendas, de la Boticas, del Pan o de la Cárcel. Se trata de doce arcos de ladrillo encalado, columnas de cantería y dos plantas con balcones y ventanas y remate corrido abalaustrado. En el lado este se ve el Ayuntamiento y el portal de Morales, con nueve arcos. En alguna de las casas que están en esta zona vivió el pintor Francisco de Zurbarán y su esposa. Cerca está la fuente que diseñó el pintor en 1617.

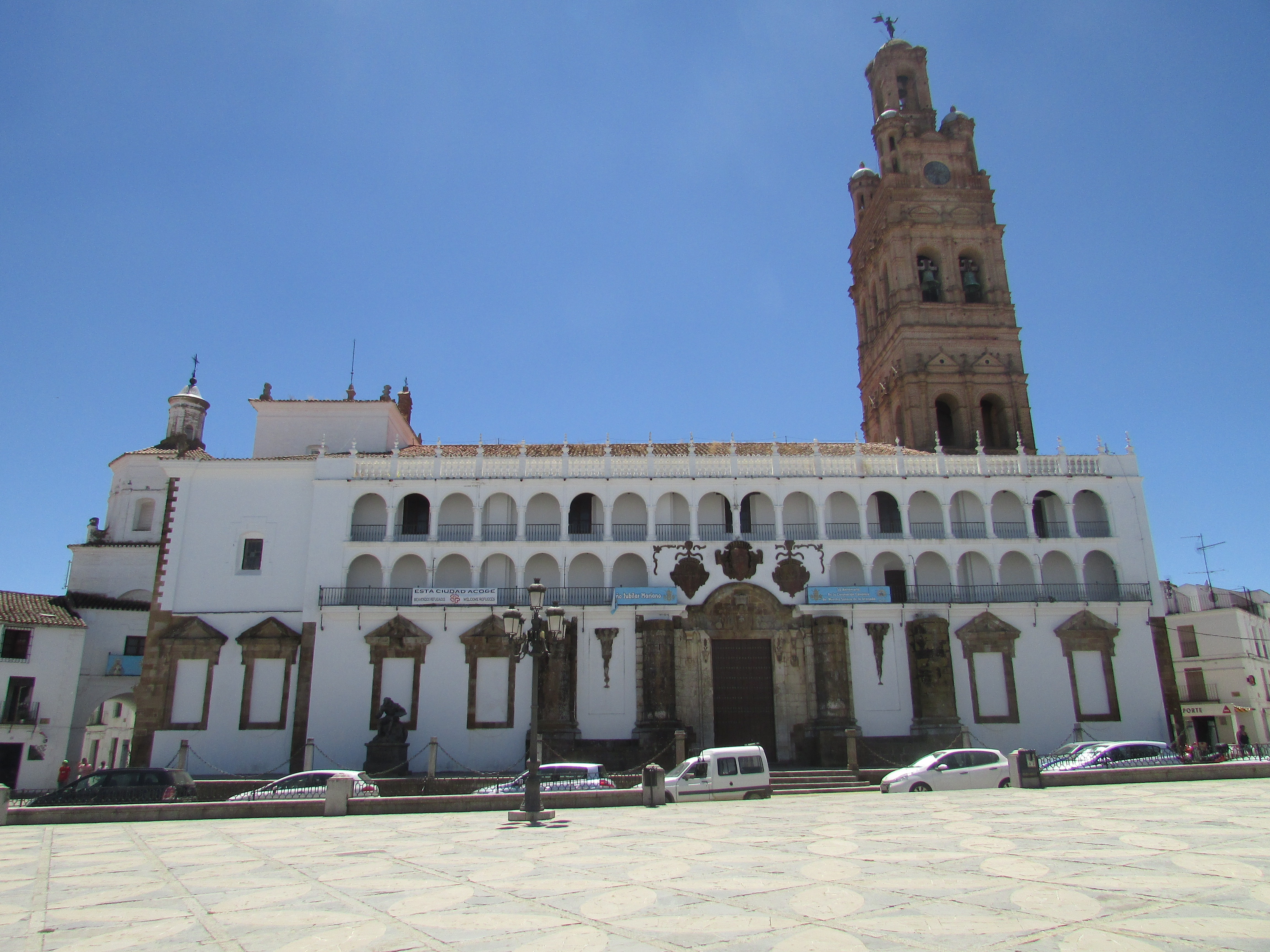
Iglesia de Nuestra Señora de la Granada

- Iglesia de Nuestra Señora de la Granada.[9] Esta iglesia está situada en la plaza del Ayuntamiento; tiene una fachada barroca con una balconada con arcos de 2 pisos. Fue este un añadido del siglo XVIII, sobre la fachada norte de la iglesia, con vistas a poder acceder a los acontecimientos que se manifestaran en la plaza Mayor. La iglesia tiene una magnífica torre de ladrillo, en cuyo interior se confirmó la existencia de una gran cantidad de restos humanos en 1979.
- Convento de Santa Clara. Situado en la calle de la Corredera. Tiene un mirador de planta poligonal con celosía de piedra. En su iglesia hay una talla de San Jerónimo del escultor Juan Martínez Montañés. También se pueden admirar las pinturas murales y los retablos barrocos.
- Palacio de los Zapata. En la Plaza de la Inquisición. Buen ejemplo de arquitectura nobiliaria. Fue sede de la Inquisición. Tiene un patio mudéjar.
- Iglesia de Santiago.[9]
- Palacio episcopal. Residencia de los priores de la Orden de Santiago. Su portada está enmarcada con alfiz y los blasones de la Orden.
- Experimenta-CIC. Centro interactivo de ciencia. Espacio dedicado a la divulgación y a la enseñanza de la ciencia, en el que los visitantes, en un recorrido guiado por personal especializado, participan en los experimentos científicos de manera activa.[10]
- Llerena es localidad de paso del Camino de la Frontera hacia Santiago de Compostela.[11]

### Festividades
- San Antón (17 enero)
- Fiesta de La Candelaria en la pedanía de Los Molinos (2 de febrero)
- Carnavales (febrero)
- Matanza didáctica  y feria del embutido declarada fiesta de interés turístico regional(se celebra en marzo)
- Semana Santa
- La Gira en La Morolla (no es una fiesta local, pero cada año tiene más público, fin de semana de Semana Santa) Ruta del Rey Jayón se celebra el último domingo de abril
- San Isidro Labrador patrón de los agricultores se celebra el 15 de mayo
- Diversur Feria Infantil de la Campiña Sur (último fin de semana de mayo o primera de junio). Comienza el viernes y se prolonga hasta el domingo siguiente con actividades culturales, educativas, deportivas y lúdicas gratuitas programadas para el disfrute de toda la familia.
- Llerena Monumento Gastronómico y Mercado Medieval último fin de semana de junio. Es un evento que conjuga gastronomía y patrimonio y que se desarrolla en Llerena desde el año 2007.
- Certamen Internacional de cortometrajes El Pecado, finales de julio principios de agosto.
- Virgen de la Granada (15 agosto) Fiestas Mayores Patronales en honor a la Virgen de la Granada, excelsa patrona de nuestra ciudad, tienen lugar la primera quincena del mes de agosto, inaugurándose con el tradicional Pregón y reconocimiento a los mejores expedientes educativos de escolares de los diferentes centros educativos de la localidad.
- Día de Extremadura (8 septiembre)
- Ruta de la tapa (septiembre)
- San Miguel (Feria de septiembre)
- Luce Llerena Otoño Iluminado es un producto cultural que engloba la programación de actividades elaborada por el Ayuntamiento para la temporada otoñal.
- Jornadas de Historia

### Deporte

#### Instalaciones deportivas
Actualmente, Llerena cuenta con las siguientes instalaciones:
- Pista municipal de atletismo Álvaro Martín Uriol
- Campo de fútbol (césped natural). Estadio de fútbol Fernando Robina
- Piscina municipal, que cuenta con una piscina olímpica, una mediana y otra pequeña, una pista de tenis, dos pistas de pádel, una pista de vóley-playa, una de minigolf, una de baloncesto y otra de fútbol.
- Pabellón Alberto Pérez Escobar
- Pista municipal La Jaula
- Pista de baloncesto y fútbol de las Piedras Baratas.
- Velódromo.
- Pistas de vóley playa (2 pistas), junto a la piscina municipal

#### Entidades deportivas
Agrupación Deportiva Llerenense
La Agrupación Deportiva Llerenense se funda el 10 de agosto de 1966 (aunque anteriormente Llerena contaba con otro equipo). Un total de once presidentes han regido los destinos de esta Asociación que día a día lucha por formar jugadores de fútbol. Es una Asociación dedicada al Fútbol en todas sus categorías. Actualmente tiene una Escuela con más de 300 alumnos. El primer equipo se encuentra en Segunda Federación. Además posee una cantera con los siguientes equipos:
- Prebenjamines
- Alevín A
- Alevín B
- Infantiles (2.ª autonómica JUDEX)
- Cadetes (2.ª autonómica JUDEX)
- Juveniles (Liga Nacional Española)
- Femeninas

Otros
- Club de Baloncesto Campiña Sur
- Agrupación Cicloturista de Llerena
- Asociación Juvenil Deportiva del Colegio Ntra. Sra. de la Granada
- Asociación Juvenil y Cultural O.G.E.T.E. (Organizadora de Grandes Eventos Territoriales Extremeños) www.ogete.galeon.com
- Asociación Deportiva La Cigüeña de Gimnasia Rítmica
- Asociación de Senderismo Tomillo y Orégano (ASTOLL)
- Asociación deportiva de caza Nuestra Señora de la Granada
- Asociación para el desarrollo tecnológico en entornos rurales ADETER
- Peña Amigos del Caballo de Llerena.
- Grupo Scout 402 La Granada GS402LAGRANADA
- Club Voleibol Llerena: entidad deportiva dedicada al voleibol y al vóley playa, deportes en los que ha cosechado ciertos éxitos, especialmente en vóley playa, en el que ostenta 5 Campeonatos de Extremadura en categoría cadete y sub-19 femenina.
- Asociación de Atletismo Campiña Sur A.A.C.S.

### Medios de comunicación
Prensa escrita
El municipio cuenta con su propio periódico local, Hoy Llerena, formado a partir de una corresponsalía del diario regional Hoy Diario de Extremadura.